# Kai Gutzeit
Kai Gutzeit (* 14. November 1981 in Braunschweig) ist ein ehemaliger deutscher Basketballspieler.

## Werdegang
Gutzeit wuchs in seiner Geburtsstadt Braunschweig auf. 1998/99 weilte er an der Columbia Christian High School in Portland (US-Bundesstaat Oregon). Er erlangte 2001 an der Ricarda-Huch-Schule in Braunschweig die Hochschulreife.
Er war in der Saison 2000/01 zeitweilig Mitglied des Aufgebots der Braunschweiger Mannschaft in der Basketball-Bundesliga und mit einem Zweitspielrecht für zusätzliche Einsätze im Amateurbereich ausgestattet. In der Bundesliga nahm der 1,80 Meter große Aufbauspieler an einer Partie teil, im Januar 2001 gegen Alba Berlin.
Gutzeit studierte zwischen 2002 und 2009 Medizin in Hamburg und in Pamplona. 2010 wurde am Fachbereich Medizin der Universität Hamburg seine Doktorarbeit „Amblyopiebehandlung in einer niedergelassenen Praxis: Eine retrospektive Studie“ angenommen. Er wurde beruflich als Arzt tätig.